# Die Freie Zeitung
Die erste Ausgabe der Freien Zeitung erschien am 14. April 1917 in Bern. Die Publikation mit dem Untertitel «Unabhängiges Organ für demokratische Politik» erschien bis 1920 zweimal wöchentlich.
Zu den Mitarbeitern der Publikation gehörte Hugo Ball, der zuerst als Autor, dann als  Verlagsleiter tätig war.
Die Zeitung veröffentlichte Beiträge u. a. von Ernst Bloch, Auguste Forel, Ivan Goll, Carl Albert Loosli und Claire Goll.
1918 erschien ein Almanach der Freien Zeitung 1917–1918 mit ausgewählten Beiträgen aus den Jahrgängen 1917 und 1918 herausgegeben und eingeleitet von Hugo Ball.
Zur Zeitung gehörte «Der Freie Verlag». In einer Eigenwerbung im erwähnten Almanach wird dessen Zweck wie folgt umschrieben:
Der Verlag sieht seine Aufgabe darin, dem breiteren Publikum Werke hervorragender Autoren in deutscher und fremder Sprache im Original und in Übersetzungen zu billigen Preisen zugänglich zu machen. Er hofft damit zum internationalen Verständnis und zur politischen Emanzipation beizutragen.

## Veröffentlichungen des «Freien Verlags»
- Hugo Ball: Zur Kritik der deutschen Intelligenz. Bern 1919.
- Otfried Nippold: Durch Wahrheit zum Recht. Kriegsaufsätze. Bern 1919.
- Committee on Public Information of the United States of America (Hrsg.): Die Deutsch-bolschewistische Verschwörung. 70 Dokumente über die Beziehungen der Bolschewiki zur deutschen Heeresleitung, Großindustrie und Finanz, nebst einer Anzahl photographischer Reproduktionen. Bern 1919.
- Committee on Public Information of the United States of Amerika (Hrsg.): Die Reden Woodrow Wilsons. Englisch und deutsch. Bern 1919.
- G. F. Nicolai: Sechs Tatsachen als Grundlage zur Beurteilung der heutigen Machtpolitik. Mit einem Vorwort von O. Nippold. Bern 1918.
- Otfried Nippold: Meine Erlebnisse in Deutschland vor dem Weltkriege (1909–1914). Bern 1918.
- Otfried Nippold: Meine offene Korrespondenz mit Professor Philipp Zorn, Professor Ludwig von Sybel, Prinz Alexander zu Hohenlohe. Bern 1918.
- Hermann Rösemeier: Die Wurzeln der neudeutschen Mentalität. Bern 1918.
- Karl Ludwig Krause: Die Politik des doppelten Bodens. Bern 1918.
- Feitel Lifschitz: Bismarck'sche Kriegsmethoden einst und jetzt. Bern 1918.